# Югорская епархия
Югорская епа́рхия — епархия Русской православной церкви, объединяющая приходы в западной части Тюменской области (в границах Белоярского, Березовского, Кондинского, Октябрьского и Советского районов, а также городов Югорск, Нягань и Урай Ханты-Мансийского автономного округа — Югры). Входит в состав Ханты-Мансийской митрополии.

## История
Образована 25 декабря 2014 года решением Священного Синода Русской православной церкви путём выделения части территории Ханты-Мансийской епархии. Одновременно включена в состав новоучреждённой Ханты-Мансийской митрополии. Епископом Югорским и Няганским был избран архимандрит Фотий (Евтихеев), клирик Иркутской епархии. Хиротония состоялась 15 февраля 2015 года.
16 марта 2023 года, в связи с назначением епископа Фотия (Евтихеева) управляющим Великоустюжской епархей, вверена во временное управление Митрополиту Павлу (Фокину), управляющему Ханты-Мансийской митрополии. 

## Благочиния
Епархия разделена на 6 церковных округов (по состоянию на октябрь 2022 года[значимость факта?]):
- Белоярское благочиние
- Берёзовское благочиние
- Кондинское благочиние
- Няганское благочиние
- Урайское благочиние
- Югорское благочиние

## Монастыри
- Свято-Троицкое архиерейское подворье в посёлке Октябрьское

## Епископы
Югорские и Няганские
- Фотий (Евтихеев) (15 февраля 2015 — 16 марта 2023)
- Павел (Фокин) (16 марта 2023 — 6 сентября 2024) в/у, митрополит Ханты-Мансийский и Сургутский
- Михаил (Малаханов) (с 6 сентября 2024)